# Ceratolasmatidae
Ceratolasmatidae – rodzina pajęczaków z rzędu kosarzy i podrzędu Dyspnoi. 

## Opis
Długość ciała tych kosarzy wynosi od 4 do 6 mm. Posiadają stosunkowo krótkie odnóża i takież nogogłaszczki.

## Występowanie
Kosarze te występują w północno-zachodniej części Stanów Zjednoczonych. Wykazano je dotąd z 2 stanów: Idaho i Oregon.

## Pokrewieństwo
Najbliżej spokrewnione są z rodzajem Ischyropsalis.

## Nazwa
Nazwa rodzaju Ceratolasma pochodzi od starogreckiego keros oznaczającego róg.

## Systematyka
Rodzina liczy obecnie 5 gatunków należących do 2 rodzajów. Należące tu do niedawna rodzaje: Crosbycus i Hesperonemastoma zostały przeniesione do rodziny Sabaconidae.
Rodzaj: Acuclavella Shear, 1986
- Acuclavella cosmetoides Shear, 1986
- Acuclavella merickeli Shear, 1986
- Acuclavella quattuor Shear, 1986
- Acuclavella shoshone Shear, 1986

Rodzaj: Ceratolasma Goodnight et Goodnight, 1942
- Ceratolasma tricantha Goodnight et Goodnight, 1942